# 2022年羅德島州副州長選舉
2022年羅德島州副州長選舉於2022年11月8日舉行，選出羅德島州副州長。 這次選舉恰逢其他聯邦和州選舉，包括羅德島州長。初選於9月13日舉行。羅德島州是21個州之一，他們分別選舉副州長和州長。
現任民主黨副州長薩賓娜·馬托斯在前任副州長丹·麥基就任州長後於2021年被任命擔任該職位， 麥基在2018中以61.9%的得票率連任。
馬托斯贏得了一個完整任期的選舉，在自1998年以來最接近這個職位的競選中擊敗了她的共和黨人對手亞倫·古基安。 她成為美國第一位當選副州長的多米尼加裔美國人。